# Emilio Mora
Hugo Emilio Mora López (Apatzingán, México, 7 de marzo de 1978) es un exfutbolista mexicano. 

## Trayectoria
Debutó en primera división mexicana en 1996 en la derrota del Morelia frente al Toluca 1-0, permanece en el equipo hasta 1999 ya que es transferido al Cruz Azul donde mantiene un nivel aceptable y es observado por las Chivas y después se convierte en refuerzo de este equipo.
Permanece en las Chivas hasta el 2003 ya que es comprado por el Veracruz, debido a lesiones baja mucho de nivel regresa al Cruz Azul. Después de una dolorosa carrera pasa por los equipos de San Luis y Querétaro FC, se retira en el 2007 por una severa lesión a los 27 años de edad.

## Estadísticas

### Clubes
La siguiente tabla detalla los encuentros disputados y los goles marcados en los clubes en los que ha militado.
| C. A. Monarcas Morelia · México |               |               |     |    |    |    |    |     |     |      |      |
| 1.ª | 1996-97       | 14            | 2   | 4  | 0  | -  | -  | 18  | 2   | 0.11 |      |
| 1.ª | 1997-98       | 29            | 2   | -  | -  | -  | -  | 29  | 2   | 0.07 |      |
| 1.ª | 1998-99       | 27            | 4   | -  | -  | -  | -  | 27  | 4   | 0.15 |      |
| 1.ª | 1999-00       | 26            | 4   | -  | -  | -  | -  | 26  | 4   | 0.15 |      |
| Total club | Total club    | 96            | 12  | 4  | 0  | -  | -  | 100 | 12  | 0.12 |      |
| Cruz Azul F. C. · México |               |               |     |    |    |    |    |     |     |      |      |
| 1.ª | 2000-01       | 24            | 1   | 4  | 0  | 12 | 4  | 40  | 5   | 0.13 |      |
| 1.ª | 2001-02       | 17            | 7   | 4  | 0  | -  | -  | 21  | 7   | 0.33 |      |
| 1.ª | 2004-05       | 11            | 1   | -  | -  | -  | -  | 11  | 1   | 0.09 |      |
| Total club | Total club    | 52            | 9   | 8  | 0  | 12 | 4  | 72  | 13  | 0.18 |      |
| C. D. Guadalajara · México |               |               |     |    |    |    |    |     |     |      |      |
| 1.ª | 2001-02       | 8             | 1   | -  | -  | -  | -  | 8   | 1   | 0.13 |      |
| 1.ª | 2002-03       | 43            | 15  | -  | -  | -  | -  | 43  | 15  | 0.35 |      |
| Total club | Total club    | 51            | 16  | -  | -  | -  | -  | 51  | 16  | 0.31 |      |
| C.D. Veracruz · México |               |               |     |    |    |    |    |     |     |      |      |
| 1.ª | 2003-04       | 36            | 18  | -  | -  | -  | -  | 36  | 18  | 0.5  |      |
| 1.ª | 2004-05       | 6             | 1   | -  | -  | -  | -  | 6   | 1   | 0.17 |      |
| 1.ª | 2005-06       | 15            | 3   | -  | -  | -  | -  | 15  | 3   | 0.2  |      |
| Total club | Total club    | 57            | 22  | -  | -  | -  | -  | 57  | 22  | 0.39 |      |
| San Luis F. C. · México |               |               |     |    |    |    |    |     |     |      |      |
| 1.ª | 2005-06       | 16            | 2   | -  | -  | -  | -  | 16  | 2   | 0.13 |      |
| Total club | Total club    | 16            | 2   | -  | -  | -  | -  | 16  | 2   | 0.13 |      |
| Querétaro F. C. · México |               |               |     |    |    |    |    |     |     |      |      |
| 1.ª | 2006-07       | 23            | 4   | -  | -  | -  | -  | 23  | 4   | 0.17 |      |
| 2.ª | 2007-08       | 10            | 0   | -  | -  | -  | -  | 10  | 0   | 0    |      |
| Total club | Total club    | 33            | 4   | -  | -  | -  | -  | 33  | 4   | 0.12 |      |
| Total carrera | Total carrera | Total carrera | 307 | 65 | 12 | 0  | 12 | 4   | 331 | 69   | 0.21 |
| (1)Incluye datos de la Copa México, Pre Pre Libertadores (2000 y 2001). (2)Incluye datos de la Pre Libertadores (2001) y Copa Libertadores (2001). |               |               |     |    |    |    |    |     |     |      |      |

## Selección nacional
Fecha de debut: 7 de febrero de 1998
Partido de debut:  México 2-0  Honduras
Entrenador que lo debutó: Manuel Lapuente

### Participaciones en fases finales
| Competición                            | Categoría | Sede           | Resultado        | Partidos | Goles |
| -------------------------------------- | --------- | -------------- | ---------------- | -------- | ----- |
| Copa Mundial de Fútbol Juvenil de 1997 | Sub-20    | Malasia        | Octavos de final | 3        | 0     |
| Copa Oro CONCACAF 1998                 | Absoluta  | Estados Unidos | Campeón          | 2        | 0     |
| Juegos Panamericanos 1999              | Sub-23    | Canadá         | Medalla de oro   | 6        | 3     |
| Copa Carlsberg 2000                    | Absoluta  | China          | Tercer lugar     | 2        | 0     |
| Copa Oro CONCACAF 2000                 | Absoluta  | Estados Unidos | Cuartos de final | 3        | 1     |

### Partidos internacionales
| #  | Fecha                   | Rival             | Sede        | Estadio                       | Resultado | Competición            |
| -- | ----------------------- | ----------------- | ----------- | ----------------------------- | --------- | ---------------------- |
| 1  | 7 de febrero de 1998    | Honduras          | Oakland     | O.co Coliseum                 | 2 - 0     | Copa Oro CONCACAF 1998 |
| 2  | 12 de febrero de 1998   | Jamaica           | Los Ángeles | Memorial Coliseum             | 1 - 0     | Copa Oro CONCACAF 1998 |
| 3  | 13 de octubre de 1999   | Paraguay          | Los Ángeles | Memorial Coliseum             | 0 - 1     | Amistoso               |
| 4  | 9 de enero de 2000      | Irán              | Oakland     | O.co Coliseum                 | 2 - 0     | Amistoso               |
| 5  | 5 de febrero de 2000    | Japón             | Pekín       | Estadio de los Trabajadores   | 1 - 0     | Copa Carlsberg 2000    |
| 6  | 8 de febrero de 2000    | República Checa   | China       | Hong Kong                     | 1 - 2     | Copa Carlsberg 2000    |
| 7  | 13 de febrero de 2000   | Trinidad y Tobago | San Diego   | Qualcomm Stadium              | 4 - 0     | Copa Oro CONCACAF 2000 |
| 8  | 17 de febrero de 2000   | Guatemala         | Los Ángeles | Los Angeles Memorial Coliseum | 1 - 1     | Copa Oro CONCACAF 2000 |
| 9  | 20 de febrero de 2000   | Canadá            | San Diego   | Qualcomm Stadium              | 1 - 2     | Copa Oro CONCACAF 2000 |
| 10 | 19 de noviembre de 2003 | Islandia          | Phoenix     | Bank One Ballpark             | 0 - 0     | Amistoso               |
| 11 | 18 de febrero de 2004   | Chile             | Carson      | The Home Depot Center         | 1 - 1     | Amistoso               |
| 12 | 28 de abril de 2004     | Estados Unidos    | Dallas      | Cotton Bowl                   | 0 - 1     | Amistoso               |

### Goles internacionales
| # | Fecha                 | Rival     | Marcador | Resultado | Competición            |
| - | --------------------- | --------- | -------- | --------- | ---------------------- |
| 1 | 17 de febrero de 2000 | Guatemala | 1-1      | 1-1       | Copa Oro CONCACAF 2000 |

## Palmarés

### Torneos nacionales
| Título               | Club           | País           | Año  |
| -------------------- | -------------- | -------------- | ---- |
| Pre Pre Libertadores | Cruz Azul F.C. | Estados Unidos | 2000 |

### Torneos internacionales
| Título            | Club               | Sede               | Año  |
| ----------------- | ------------------ | ------------------ | ---- |
| Copa Oro CONCACAF | Selección Mexicana | Estados Unidos     | 1998 |
| Pre Libertadores  | Cruz Azul F.C.     | México y Venezuela | 2001 |

### Distinciones individuales
| Distinción                                              | Año     |
| ------------------------------------------------------- | ------- |
| Citlalli al Mejor Novato del Primera División de México | 1996-97 |